# 초항원
초항원(超抗原, 영어: superantigen, SAgs) 또는 슈퍼항원은 비특이적인 T세포 활성화를 일으켜 다중클론성 T세포 활성화와 대량의 사이토카인 분비를 일으키는 항원의 종류이다. 병원성 미생물들(바이러스, 마이코플라즈마, 세균 등)은 면역체계에 저항하는 방어 장치로서 초항원을 생산한다. 일반적인 항원에 대한 반응으로 전체T 세포의 0.0001 – 0.001%가 활성화 되는 반면, 초 항원은 체내 T세포의 25%까지 활성화 시킬 수 있다. 더 나아가, Anti-CD3과 Anti-CD28 항체(CD28-SuperMAB)는 T세포의 100%까지 활성화 시킬 수 있는 매우 강력한 초항원의 모습을 보였다.
활성화된 T세포의 다수는 초항원의 항원결정기에 비특이적으로 결합해 대량의 면역반응을 일으킨다. 이는 후천적 면역 체계(적응면역)에서 중요한 능력 중 하나인 목표 항원에 대한 강한 특이적 반응을 약화시키는 특징이다. 더욱 중요한 점은, 활성화된 T세포의 다수는 대량의 사이토카인을 분비한다는 것이다. 그 중 가장 중요한 것은 인터페론 감마(IFN-γ)이다. 대량의 인터페론 감마는 차례차례 대식세포(macrophage)를 활성화시킨다. 활성화된 대식세포는 차례로 전염증성(proinflammatory) 사이토카인들(IL-1, IL-6, TNF-alpha)을 과량 생산한다. 신체의 염증반응에서 TNF-alpha는 특히 중요한 부분이다. 정상적인 환경에서 TNF-alpha는 국소부위에 낮은 농도로 있으면서 면역체계가 항원을 없애는데 도움을 준다. 하지만 초항원에 의한 T세포의 활성화에 따라 TNF-alpha가 전신적으로 혈류량이 높아지면 TNF-alpha는 쇼크나 복합장기부전 같은 생명을 위협하는 심각한 증상들을 일으킬 수 있다.

## 구조
초항원은 세균의 세포 내에서 생성되며 감염시 성숙한 독소들이 세포외로 분비된다.
이런 독소들의 염기서열은 다른 하위집단(subgroups) 사이에서 상대적으로 보전적이다. 염기서열의 동일성보다도 중요한 것은 다른 초항원들 사이의 3D 구조가 매우 비슷하며, 이로 인해 기능적인 효과에서도 유사성이 있다는 점이다.
장내독소의 결정구조는 그들이 작은 타원체의 단백질로 돼있음을 보여주었다. 이는 특징적인 두개의 결합부위에 결합하는 모습을 보여주었는데 하나는 올리고당/올리고 핵산 결합으로 알려진 NH2-종결 β원통형 결합부와 분자의 중심에서 대각선으로 뻗은 α 나선의 결합이고 다른 하나는 구형의 COOH 종결 결합부이다.
이 결합부들은 MHC클래스 II(MHC Class II)와 T세포수용체(TCR)에 대한 결합 부위를 각자 가진다.

## 결합
초항원은 MHC클래스 II에 처음 결합하며 그 후 T세포수용체의 다양한 알파 또는 베타 체인과 작용한다.

### MHC Class II
초항원은 HLA-DQ 형태의 분자에 선호도를 보인다. 알파 체인 결합은 초항원이 T 세포 수용체와 반응할 수 있는 적당한 위치에 있게 한다.
드물게, 초항원은 아연이온 매개의 반응에서 다형태성 MHC 클래스 II의 β 체인에 결합한다. 이 결합은 매우 보존된 HLA-DR β 체인과 세 개의 초항원의 잔류물 사이에 이루어진다. 결합에서 아연이온의 사용은 높은 친화도 반응을 이끌어낸다. 몇몇 포도상구균 초항원은 α 와 β 체인 모두에 결합하는 MHC 분자 가교결합이 가능하다. 이 기작은 항원 제시 세포에서 사이토카인 발현과 분비를 자극하며 또한 T세포에 더욱 효과적으로 결합하며 T세포를 활성화시키는 상호 자극적인 역할을 하는 분자의 생산을 자극한다.

### T-세포 수용체
초항원의 T세포 결합부위는 T세포 수용체 베타 체인에 있는 가변부와 상호작용한다. 인간 T세포 레퍼토리는 베타 가변부(Vβ) 요소의 50가지만을 이루므로 주어진 초항원은 T세포군 중 높은 비율을 활성화 시킬 수 있다. 그리고 몇몇 초항원은 베타 가변부의 여러곳에 결합할 수 있다. 이 반응은 초항원 그룹에 따라 조금씩 다르게 나타난다. 다른 사람들 사이에서 우세한 T세포 부위의 형태가 다른 이유로 몇몇 사람들은 특정 초항원에 대해 더욱 강하게 반응한다. 그룹 I 초항원은 CDR2의 베타가변부(Vβ )와 분자의 뼈대부위에 결합한다.  그룹 II 초항원은 형태 의존적인 방식으로 베타가변부에 작용한다. 이런 작용들의 대부분은 특정 베타가변부의 아미노산 곁사슬과는 상관없이 일어난다. 그룹 IV  초항원은 특정 베타가변부 형태의 CDR 고리 세 가지 전부를 끌어들이는 것을 보였다. 초항원의 크고 작은 도메인 사이의 작은 틈에서 상호작용이 일어난다. 그리고 이것은 초항원이 TCR과 MHC 사이에 쐐기 역할을 하도록 한다. 이것은 항원 펩티드를 T 세포 수용체(TCR)에서 멀어지도록 하며 T세포 활성화의 정상적인 작동을 피해간다.
초항원의 생물학적 힘(면역반응을 자극하는 능력)은 TCR 친화력에 따라 결정된다. 현재까지 알려진 가장 강력한 초항원은 SPMEZ-2이다.

## T-세포 신호전달
초항원은 MHC와 TCR에 가교결합하여 신호전달체계를 유도한다. 그 결과로 세포의 증식과 사이토카인의 생산이 일어난다. 초항원에 의해 활성화된 T세포에서 낮은 농도의 Zap-70는 정상적인 T세포 활성화 신호전달 체계가 제 기능을 못함을 보여준다.
타이로신인산화효소(tyrosine kinase)에 의해 Lck 보다는 Fyn이 활성화되어 후천적인 면역성결핍(anergy)의 유도가 이루어진다는 가설이 있다.
단백질인산화효소C 경로와 단백질 타이로신 키나아제 경로가 모두 활성화되면, 염증전 사이토카인의 생성이 상향조절된다.
이런 대안적 신호전달 경로는 칼슘/칼시뉴린 과 Ras/MAPkinase 경로를 약하게 악화시키지만 집중된 면역 반응을 위해 감안한다.

## 직접적 효과
항원제시세포와 T세포의 초항원 자극은 주로 Th1 도움T 세포의 반응에 초점을 둔 염증반응을 이끌어 낸다. 주요생성물은 IL-1, IL-2, IL-6, TNF- α, 인터페론 감마(IFN-γ), 대식세포 염증 단백질 1α (MIP-1α), MIP-1β, 단핵구 화학유인 단백질 1 (MCP-1)등이 있다.
이 과도하게 통제되지 않는 사이토카인(특히 TNF- α)의 분비는 신체에 부담을 주어 발진, 발열 그리고 심한 경우 다중기관 부전, 혼수상태나 사망에 이르기까지 한다.
계속된 독소에 대한 노출에 의해 IL-4와 IL-10가 분비되며 이에 따른 결과로 활성화 T세포의 무반응 또는 결실이 나타나며 그 결과 감염상태에 이른다. IL-4와 IL-10은 인터페론 감마, MHC 클래스 II, 항원제시세포의 표면에 상호자극하는 역할을 하는 분자들의 생산을 하향 조절한다. 이러한 효과들은 항원의 자극에 반응하지 않는 기억세포를 만들게 한다.
이러한 효과가 가능한 한가지 방법은 사이토카인 매개 T세포의 억제와 연관된다. MHC 교차결합은 또한 신호 전달 체계를 활성화시켜 혈액생성을 억제하고 Fas-매개 세포자멸(apoptosis)를 상향조절한다.
지속적인 초항원 노출에 따른 또 다른 결과는 인터페론 알파의 생성이다. 이 사이토카인은 자가면역의 유도와 밀접하게 관련있다. 또한 가와사키 질병 같은 자가면역 질병은 초항원의 감염에 의한 것으로 알려져 있다.
T세포의 초항원 활성화는 CD40리간드의 생성을 일으켜 B세포에서 IgG, IgM그리고 IgE로의 동기준표본변환(isotype switching)를 활성화시킨다.
요약하자면, T세포는 자극을 받아 과도한양의 사이토카인을 생성하여 그 결과 신체에서는 항상성을 회복하기 위해 사이토카인 매개 T세포 억제와 활성화된 세포의 삭제가 일어난다. 미생물과 초항원에 의한 독성 효과는 또한 조직과 기관에 피해를 주는 독소 충격 증후군(Toxic shock syndrome)과 같은 상태를 만든다.
만약 초기 염증이 살아있다면, 숙주세포는 아네르기 상태 또는 삭제되어, 심각한 면역 손상을 일으킨다.

## 초항원의 항원성과는 독립적(간접적)인 효과
세포분열 능력을 제외하고도 초항원은 감염의 특징적인 증상들을 일으킨다.
그러한 효과 중 하나는 구토이다. 이런 효과는 식중독의 경우에 느껴진다. 이는 내열성이 강한 독소를 분비하는 초항원을 만드는 세균에 의해 발생한다. 분자내에는 위장관 독성을 나타내는 구별되는 부분이 있다.이러한 활동은 매우 강력하며 초항원 20-35 ug에 이르는 소량에도 구토를 유발 할 수 있다.
초항원은 감염부위에 호중구의 보충을 자극할 수 있는데 이는 T세포 자극과는 독립적인 방법으로 일어난다. 이런 효과는 초항원이 단핵구를 활성화 시킬 수 있는 능력 때문이다. 이는 사이토카인TNF-α의 분비를 자극하여 부착 분자들의 발현을 증가시키며 이 분자들이 백혈구를 감염 지역으로 끌어들이게 하는 과정으로 이루어진다. 이는 폐, 내장 조직 또는 세균이 대량 서식하는 어느 곳이든 염증을 일으킨다.  소량의 염증이 자연적이고 유익한 반면, 과도한 염증은 조직의 파멸에 이를 수 있다.
초항원 감염의 더욱 위험한 간접적 효과 중 하나는 초항원의 신체 내독소의 효과를 증가시키는 능력이다. 이는 내독소의 역치를 낮춤으로써 발생하는데, Schlievert는 초항원과 내독소를 공동으로 주입했을 때 그 효과가 50,000배 증가하는 것을 입증했다. 이는 초항원 감염에 의해 유도된 면역 체계 효율의 감소에 의한 것일 수 있다. 내독소와 초항원의 상승작용을 제쳐두고도, 내독소와 초항원의 활성의 “더블히트(double hit)”효과는 전형적인 세균 감염에 의한 것보다 훨씬 유해하다. 이는 또한 세균감염이 있는 환자에서 초항원이 패혈증으로 진행되는 것과도 연루되었음을 시사한다.

## 초항원 생산과 관련된 질병들
- 당뇨병
- 습진
- 물방울 건선
- 가와사키 병
- 비강 폴립
- 류마티스 열
- 류마티스 관절염
- 성홍열
- 독성 쇼크 증후군
- 감염성 심내막염

## 치료
의학적치료의 기본적인 목표는 초항원을 생성하는 미생물을 없애는 것이다.이는 혈관수축제, 수액요법과 항생제의 사용을 통해 이루어진다.
신체는 자연적으로 몇몇 초항원에 대한 항체를 만들어 내며 이런 효과는 이런 항생제의 B세포 생성을 자극하는 것을 통해 증가될 수 있다.
면역항체 풀(pool)은 특정 항체를 중화시키거나 T세포 활성화를 막는 것이 가능하다.
초항원과 유사하게 행동하는 합성 항체와 합성 펩티드가 만들어져 왔다. 이들은 초항원과 MHC class II 분자의 초항원이 결합하는 부위에 결합해서 T세포의 반응과 활성화를 막는다.
면역억제제 또한 T세포의 활성화와 사이토카인 분비를 막기위해 사용된다. 코르티코스테로이드는 염증반응을 줄이기 위해 사용된다.

## 초항원 생산의 진화
초항원의 생산은 미생물이 초항원을 확인하지 않고 운반 및 전염되게 함으로써 면역 반응을 효과적으로 붕괴시킨다. 한가지 이것이 일어나는 방식은 T세포가 항체와 초항원에 대해 아네르기 상태를 유도함으로써 일어난다. Lussow와 MacDonald는 연쇄상구균 항원을 동물에 전신적으로 노출시킴으로써 이를 입증했다. 그들은 초항원 감염 이후에 다른 항원에 노출될 경우 면역반응을 끌어내는데 실패하는 것을 입증했다.
Watson과 Lee의 또 다른 실험에서는 일반적인 항원자극에 의해 형성된 기억 T세포가 초항원 자극에 대해서는 아네르기 상태인 것과 초항원 감염 이후 형성된 기억 T세포가 모든 항원 자극에 대해 아네르기 상태인 것을 발견했다.어떻게 이렇게 되는지에 대한 기작은 아직 분명히 알려지지 않았다. 초항원의 발현을 조절하는 유전자는 M단백질이나 세균 캡슐 발현 같은 면역 침입 기작 또한 조절한다. 이는 초항원의 생산은 면역체계 침입을 중심으로 진화했다는 가설을 지지한다.
개별 초항원의 도메인 구조를 다른 면역 항체에 결합하는 연쇄상 구균 단백질과 비교했을 때, 각각의 도메인은 각 계보에 속하는 것들과 닮았음이 발견됐다. 이러한 유사성은 초항원이 두개의 작은 베타 가닥 모양의 재조합을 통해 진화함을 보여준다.

## 내인성 초항원
MLS 외독소(Minor lymphocyte stimulating exotoxins)는 원래 쥐의 흉선 기질 세포에서 발견됐다. 이 독소들은 초항원 유전자에 의해 발현됐으며 이들은 쥐 유선 종양 바이러스(mouse mammary tumor virus, MMTV)에서 쥐 게놈으로 통합된 것이다. 쥐 게놈에서 이런 유전자의 존재는 쥐가 흉선에서 항원을 표현하도록 하며, 이는 바이러스 유래 초항원의 자극에 감수성이 있는 베타 가변부를 가진 림프구가 음성 선택(negative selecting)을 하는 수단이 된다. 그 결과 이 쥐들은 이후 일생동안 그 바이러스에 대한 감염에 대해 면역을 가지게 된다.
인간 게놈에서는 이와 유사한 내인성 초항원 의존적 선택과정이 밝혀지지는 않았지만, 내인성 초항원은 밝혀졌으며 이것들이 바이러스 감염에서 통합적인 역할을 하는 것으로 의심된다. 예로, Epstein-Barr 바이러스 감염은 감염세포에서 초항원 생산을 일으키는 것으로 알려져있다. 하지만 바이러스의 게놈에서 독소의 유전자가 발견되지는 않았다. 바이러스는 자기의 초항원이 감염 세포에서 발현되도록 조절하며, 이는 숙주의 면역 체계를 피하는데 도움을 준다. 비슷한 결과가 광견병바이러스, 시토메갈로바이러스와 HIV에서 발견되었다.

## 같이 보기
- 항원